# Martin Popoff
Martin Popoff (geboren am 28. April 1963 in Castlegar (British Columbia)) ist ein kanadischer Musikjournalist, -kritiker und Sachbuchautor. Sein Hauptthema ist die Geschichte des Metals. Er verfasste diverse Künstlerbiografien und Analysen zur Entwicklung des Genres.

## Leben
Popoff wurde 1963 in Castlegar (British Columbia) geboren und wuchs in Trail auf. Das Interesse für Hard Rock wurde in den 1970er Jahren in seinem damaligen Freundeskreis durch ältere Geschwister und Cousins geweckt und verselbstständigte sich mit der persönlichen Entdeckung von Black Sabbath. Popoff studierte Anglistik an der University of Victoria, bis er sein Studium 1984 mit einem Bachelor of Arts abschloss. Bis 1987 studierte er Marketing an der McMaster University. Dieses Studium beendete er mit dem akademischen Grad Master of Business Administration. Im Anschluss an sein Studium nahm er eine Tätigkeit für Xerox auf. Noch während seiner Tätigkeit für Xerox gründete Popoff als Mitbesitzer The Perfect Page, eine Firma für Grafikdesign, an welcher er neun Jahre beteiligt blieb. Seit 1998 ist er hauptberuflich als Musikjournalist und Autor tätig. Er ist verheiratet, Vater eines Sohnes und lebt mit seiner Familie in Toronto.

## Werk
Popoff gilt mit über 7900 Albumrezensionen, mehr als 1400 Interviews und mehr als 70 veröffentlichten Büchern als einer der bekanntesten und produktivsten Journalisten, Rezensenten und Sachbuchautoren des Metals. Er begann 1989 Rezensionen und Interviews für unterschiedliche Metalmagazine zu veröffentlichen und war im Verlauf seiner Karriere unter anderem für Guitar World, Lollipop, Goldmine, Record Collector, bravewords.com, lollipop.com und hardradio.com als Rezensent und Journalist tätig.
Im Jahr 1993 erschien mit Riff Kills Man! 25 Years Of Recorded Hard Rock & Heavy Metal sein erstes Buch, welches fast 2.000 von Popoff zuvor veröffentlichten Rezensionen zusammenfasste. Im darauf folgenden Jahr gründete er gemeinsam mit Tim Henderson das Magazin Brave Words & Bloody Knuckles, welches zu einem von Kanadas marktführenden Metalmagazinen avancieren sollte. Mit The Collector’s Guide to Heavy Metal führte Popoff 1997 das Konzept seines ersten Buches fort und begründete über die Jahre seiner schreibenden Tätigkeit eine Reihe von gleichnamigen Büchern. So erschienen als The Collector’s Guide to Heavy Metal Sammelwerke zu Veröffentlichungen der 1970er 2003, der 1980er 2005, der 1990er 2007 und der 2000er 2011.
Neben seinen Rezensionen und der journalistischen Tätigkeit verfasste Popoff Künstlerbiografien und Genregeschichten zu diversen Interpreten und Substilen des Metals. Seine ersten Biografien erschienen 2004 und behandelten die Gruppen Blue Öyster Cult und Rush, unter anderem folgten Black Sabbath und Dio 2006, eine mehrteilige Biografie zu Thin Lizzy 2011 und 2012 sowie Whitesnake 2015. Dabei wurde Popoff vorgehalten seine Bandbiografien seien häufig „ein diffus zusammengesetztes Patchwork von überlangen Interview-Sequenzen“. Trotz dieses Vorwurfs wurden einige seiner Biografien übersetzt. In deutscher Sprache erschienen unter anderem Wind Of Change: Die Scorpions Story 2016, Worlds Away: VOIVOD und die Kunst von Michel Langevin und Das ultimative Deep Purple Kompendium 2012 sowie Black Sabbath – Hohepriester des Doom 2009, Rainbow – Zwischen Genie und Wahnsinn 2008 und Lights out … Spot an: UFO 2007.
Unter anderem verfasste er Genregeschichten zum Thrash Metal und mehrere zur New Wave of British Heavy Metal sowie genrebezogene Interviewsammlungen zu Genren wie dem Doom Metal, dem Progressive Metal, dem Glam Metal und dem Classic Rock. Mit Ye Olde Metal begann er 2007 eine Buchreihe, die Essays und Interviews zu frühen Alben des Hard Rock und Heavy Metal zusammenfasste. Die einzelnen Bücher der Reihe beziehen sich stets auf einen Zeitraum von einem bis fünf Jahren.
Popoff wirkt überdies „regelmäßig an Reportagen und Dokumentationen aus der Welt des Rock und Heavy-Metal mit“. Für den Musiksender VH1 beteiligte er sich an der Recherche für die Dokumentationsreihe Metal Evolution aus dem Jahr 2011.

## Bibliografie (Auswahl)

### The Collector’s Guide
- The Collector’s Guide to Heavy Metal. Burlington: Collector’s Guide Publishing. 1997.
- The Collector’s Guide to Heavy Metal – Volume 1: The Seventies. Burlington: Collector’s Guide Publishing. 2003.
- The Collector’s Guide to Heavy Metal – Volume 2: The Eighties. Burlington: Collector’s Guide Publishing. 2005.
- The Collector’s Guide to Heavy Metal – Volume 3: The Nineties. Burlington: Collector’s Guide Publishing. 2007.
- The Collector’s Guide to Heavy Metal – Volume 4: the 00s (mit David Perri). Burlington: Collector’s Guide Publishing. 2011.

### Ye Olde Metal
- Ye Olde Metal: 1968 to 1972. Toronto: Power Chord Press. 2007.
- Ye Olde Metal: 1973 to 1975. Toronto: Power Chord Press. 2007.
- Ye Olde Metal: 1976. Toronto: Power Chord Press. 2008.
- Ye Olde Metal: 1977. Toronto: Power Chord Press. 2008.
- Ye Olde Metal: 1978. Toronto: Power Chord Press. 2009.

### Popoff Archive
- Popoff Archive – 1: Doom Metal. Toronto: Power Chord Press. 2016.
- Popoff Archive – 2: Progressive Rock. Toronto: Power Chord Press. 2016.
- Popoff Archive – 3: Hair Metal. Toronto: Power Chord Press. 2016.
- Popoff Archive – 4: Classic Rock. Toronto: Power Chord Press. 2016.

### Biografien
- Contents Under Pressure: 30 Years of Rush at Home and Away. Toronto: ECW Press. 2004.
- UFO: Shoot Out the Lights. Los Angeles: Metal Blade Records. 2005.
- Rainbow: English Castle Magic. Los Angeles: Metal Blade Records. 2005.
- Dio: Light Beyond the Black. Los Angeles: Metal Blade Records. 2006.
- Black Sabbath: Doom Let Loose – An Illustrated History. Toronto: ECW Press. 2006.
- Gettin’ Tighter: Deep Purple ’68 – ’76. Toronto: Power Chord Press. 2008.
- Blue Öyster Cult: Secrets Revealed!. Toronto: Power Chord Press. 2009.
- A Castle Full of Rascals: Deep Purple ’83 – ’09. Toronto: Power Chord Press. 2009.
- Time and a Word: The Yes Story. Soundcheck Books. 2016.

### Weitere Bücher
- Goldmine Heavy Metal Price Guide. Iola: Krause Publications. 2000. (Einleitung)
- The Top 500 Heavy Metal Songs of All Time. Toronto: ECW Press. 2003.
- The Top 500 Heavy Metal Albums of All Time. Toronto: ECW Press. 2004.
- The New Wave Of Heavy Metal Singles. Scrap Metal Records. 2005.
- Run for Cover: The Art of Derek Riggs. Aardvark Publishing. 2006.
- All Access: The Art and History of the Backstage Pass. Los Angeles: Cleopatra Records. 2009.
- Worlds Away: Voivod and the Art of Michel Langevin. Spider Press. 2009.
- Goldmine Standard Catalogue of American Records. 7th Ed. Iola: Krause Publications. 2010. (Einleitung)